# Галантер, Юджин
Юджин Галантер (англ. Eugene Galanter, 27 октября 1924 года в Филадельфии штат Пенсильвания — 9 ноября 2016) — американский психолог, был одним из основателей когнитивной психологии, академик, автор работ в области экспериментальной психологии.Почетный профессор психологии, директор лаборатории психофизики Колумбийского университета. Соучредитель, председатель совета директоров и главный научный сотрудник Детского прогресса — компании в Нью-Йорке, специализирующейся на использовании компьютерных технологий в начальном образовании. Исследования организации были использованы в 40 штатах и 9 странах.

## Биография
Галантер служил в вооруженных силах Соединенных Штатов во время Второй мировой войны. Затем поступил в Суортмор-колледж, получил степень бакалавра с отличием в 1950 году и поступил в аспирантуру по психологии в Университете штата Пенсильвания. После получения докторской степени в 1953 году он был назначен ассистентом профессора математической психологии в Университете Пенсильвании на факультете психологии . Кроме того, в 1950 году Галантер сотрудничал с С. С. Стивенсом в Психоакустической лаборатории Гарвардского университета.
Во время работы в Центре передовых исследований в области поведенческих наук Стэнфордского университета Галантер начал сотрудничать с Джорджем А. Миллером, и Карлом Прибрамом. Вместе они опубликовали книгу «Программы и структура поведения» (1960 год) — работу, повлиявшую на развитие когнитивной психологии. В 1956 году Галантер начал работать над теоретической моделью, которая объединяла бы когнитивные процессы в рамках бихевиористской стимул-реакции. В «Программах и структуре поведения» Миллер, Галантер и Прибрам предположили, что «некоторая промежуточная организация опыта необходима» между стимулом и его поведенческой реакцией, то есть что когнитивная петля обратной связи, включающая в себя устройства контроля, должна контролировать приобретение отношений стимул-реакция. В этой книге авторами была опубликована Модель T.O.T.E.
После публикации «Планов и структуры поведения», Галантер вместе с коллегами Р. Бушем и Р. Д. Льюсом работал над сближением психологии с другими естественным наукам, улучшая положение математической психологии в дисциплине. Они утверждали, что все психологические явления, правильно измеренные и сведенные к количественным переменным, выявят правила, регулирующие человеческие поведение и мысли. Галантер, Буш и Льюс стали редакторами «Справочника по математической психологии в трех томах» (1963 год).
После ухода из университета Пенсильвании Галантер занимал различные должности в Университете Вашингтона и Гарвардском университете, прежде чем стать профессором психологии в Колумбийском университете, где он также был директором лаборатории психофизики и некоторое время Председателем Кафедры Психологии. В дополнение к своей работе в психофизике и математической психологии Галантер продолжает публиковаться в различных областях психометрии. Он был награждён НАСА как выдающийся ученый-исследователь.
После соучреждения Детского Прогресса, Галантер продолжал работать в качестве главного научного сотрудника. Галантер и его дочь Мишель совместно запатентовали в США систему оценки образования Галантера, лицензия на которую есть только у Детского Прогресса. Она является основой для оценки детского академического прогресса. Это динамическая оценка основана на эволюционной модели обучения и на работах психолога Льва Выготского. Она предлагает учителям более полную информацию о каждом ученике и позволяет им вырабатывать целевые инструкции для детей с учетом их зоны ближайшего развития (понятие Л. Выготского).

## Публикации
- Дж. Миллер, Е. Галантер, К. Прибрам. Программы и структура поведения. — Прогресс, 1965.
- Р. Льюс, Е. Галантер. Психофизические шкалы // Психологические измерения / П. Суппес, Дж. Зинес, Р. Льюс, Е. Галантер. — Мир, 1967. — 196 с.